# Jugoslávská liga ledního hokeje 1973/1974
Sezóna 1973/1974 byla 32. sezónou Jugoslávské ligy ledního hokeje. Vítězem se stal tým HK Olimpija Ljubljana.

## Konečná tabulka
1. HK Olimpija Ljubljana
2. HK Jesenice
3. KHL Medveščak
4. HK Slavija
5. HK Partizan
6. HK Crvena Zvezda Bělehrad
7. HK Celje
8. HK Spartak Subotica
9. HK Kranjska Gora
10. HK Tivoli
11. HK Triglav Kranj
12. KHL Mladost Zagreb
13. HK INA Sisak
14. HK Gorenje Velenje